# Mike Wofford
Mike Wofford (født 28. februar 1938 i San Antonio Texas) er en amerikansk jazzpianist. 
Wofford har bl.a. spillet med Sarah Vaughan, Ella Fitzgerald, Shelly Manne, Bud Shank, Chet Baker, Quincy Jones, Oliver Nelson, Zoot Zims, Charlie Haden, Benny Golson, Art Farmer, Slide Hampton og Ray Brown. 
Han har også flirtet med rock musikken, bl.a. på John Lennon´s lp indspilning Rock´n´Roll.